# Kasteel Bossenstein
Kasteel Bossenstein (ook: Halmaleshof of Allemanshof) is een waterkasteel nabij de Belgische plaats Broechem. De eerste vermelding van het kasteel dateert uit 1346. Als eigenaar werd toen Joannes de Busco of van den Bossche vermeld. Naar deze persoon is het kasteel vernoemd. Kenmerkend voor het kasteel is de donjon, dat een van de oudste onderdelen van het kasteel is. De vleugels zijn er later aan gebouwd. Om het kasteel ligt een gracht die met een bakstenen brug met een spits- en korfboog wordt overspannen. Centraal in het gebouw is een binnenhof die wordt omgeven door galerijen.

## Geschiedenis
In de geschiedenis is het gebouw diverse malen van eigendom verwisseld. De familie Van Berghem is voor lange tijd in de middeleeuwen eigenaar geweest van het kasteel. Nadat het een aantal keren een andere bewoner kreeg, heeft het gebouw rond 1900 een periode leeggestaan. Tijdens de Eerste Wereldoorlog is het kasteel beschadigd geraakt, maar nadien weer gerestaureerd. Om het kasteel heen is een golfbaan aangelegd, de Bossenstein Golf en Polo Club.

## Interieur
De oostelijke woonvleugel stamt uit de late 15e of vroege 16e eeuw. In 1660 zijn de westvleugel, zuidvleugel en aangrenzende galerij toegevoegd aan het kasteel. Het werd gerestaureerd naar hoe het interieur was in de 17e en 18e eeuw. Het is nu ingericht als huis. De gevels, daken en schrijnwerk werden voorzichtig gerestaureerd (met behoud van het historische lagenpakket) Ze behielden ook voor het interieur de originele materialen.